# Psychoanalytische Pädagogik
Die Psychoanalytische Pädagogik befasst sich mit der Anwendung der Erkenntnisse der Psychoanalyse auf Erziehung und Pädagogik.

## Konzept
Unter Psychoanalytischer Pädagogik wird die Anwendung der Psychoanalyse auf den pädagogischen Alltag verstanden. Zentrale Annahme ist, dass unbewusste Prozesse alle pädagogischen Beziehungen beeinflussen und im pädagogischen Alltag beachtet werden müssen. Die Psychoanalytische Pädagogik setzt sich mit innerpsychischen Prozessen, Beziehungen, Entwicklungen und Institutionalisierungen in den verschiedensten pädagogischen Praxisfeldern auseinander. „Jede Pädagogik, die die Wirksamkeit dynamisch-unbewusster Prozesse beachtet, ist psychoanalytische Pädagogik“, definiert Günther Bittner.
Hans-Georg Trescher sieht die pädagogische Anwendung der Psychoanalyse – in Anlehnung an Sigmund Freuds „Junktim von Heilen und Forschen“ – als Verbindung von „Fördern und Forschen“ oder „Erziehen und Forschen“. Nach Trescher geht es in der Psychoanalytischen Pädagogik um die theoretische und praktische Ausgestaltung geeigneter „pädagogischer Settings“.
Psychoanalyse und Pädagogik sind nach Ort und Zeit ihrer Anwendung sowie nach Ziel und Methode grundverschieden. Während sich psychoanalytische Verfahren an der inneren, der Beziehungsrealität des Patienten orientieren, orientiert sich die pädagogische Praxis an der äußeren Realität.
Nach Anna Freud ist es Aufgabe der Psychoanalytischen Pädagogik, einen Mittelweg zwischen den beiden Extremen von zu viel Erziehung bzw. Lenkung und zu wenig Erziehung bzw. Verwahrlosung zu finden und das passende Verhältnis von Triebbefriedigung und Triebeinschränkung abzuwägen.

## Geschichte

### Anfänge
„Von allen Anwendungen der Psychoanalyse hat keine so viel Interesse gefunden, so viel Hoffnungen geweckt und demzufolge so viele tüchtige Mitarbeiter herangezogen wie die auf die Theorie und Praxis der Kindererziehung.“ (Sigmund Freud)
Der Beginn der Psychoanalytischen Pädagogik lässt sich etwa um 1900 einordnen. Die Verbindung von frühkindlichen Erfahrungen und späteren psychischen Erkrankungen wurde durch Sigmund Freud in das Interesse der Psychologie gerückt. 1902 rief Freud die „Psychologische Mittwochsgesellschaft“ ins Leben. Bei diesen Versammlungen wurden auch pädagogische Fragestellungen diskutiert. Alfred Adler, der spätere Begründer der Individualpsychologie, war unter den ersten, die pädagogische Themen referierten. 1908 hielt Sándor Ferenczi auf dem Ersten Internationalen Psychoanalytischen Kongress einen Vortrag mit dem Titel Psychoanalyse und Pädagogik.
Waren es zunächst praktizierende Psychoanalytiker, die sich theoretisch mit pädagogischen Fragestellungen befassten, so fanden bald Lehrer, Erzieher und andere Pädagogen ihren Weg zur Psychoanalyse in der Hoffnung, die pädagogische Praxis in Kindergarten, Schule, Sozialpädagogik u. a. durch die Psychoanalyse verbessern zu können. Freud selbst beschäftigte sich nur am Rande mit pädagogischen Fragestellungen, verfolgte die Aktivitäten der psychoanalytischen Pädagogen aber mit großem Wohlwollen.
„Pioniere“ der Psychoanalytischen Pädagogik waren unter anderem August Aichhorn, Siegfried Bernfeld, Bruno Bettelheim, Anna Freud, Wilhelm Hoffer, Nelly Wolffheim, Heinrich Meng, Fritz Redl, sowie die Schweizer Ernst Schneider, Oskar Pfister, Wilhelm Reich und Hans Zulliger.

### Blütezeit
Nach dem Ersten Weltkrieg und dem Zusammenbruch der Monarchie konnte sich die Psychoanalytische Pädagogik frei entfalten und wurde zu einem neuen Zweig der Psychoanalyse, der regen Zulauf verzeichnete.
In der Nachkriegszeit war Verwahrlosung ein soziales Problem und führte zur Gründung von Kinderheimen. Kinderheime, die nach psychoanalytisch-pädagogischen Konzepten arbeiteten, waren etwa Siegfried Bernfelds Kinderheim Baumgarten, Hildegard und Max Levy-Suhls Kinderheim in Amersfoort oder die von August Aichhorn geleiteten Erziehungsanstalten in Oberhollabrunn bzw. St. Andrä an der Traisen.
Es wurden auch Überlegungen angestellt, wie die Psychoanalyse für die Schulpädagogik nutzbar gemacht werden könne. Intellektuelle Hemmungen (Lernstörungen, Lernschwierigkeiten, Schwierigkeiten der Auffassung) wurden in unbewussten Prozessen begründet gesehen. Zulliger machte darauf aufmerksam, dass eine positive Übertragung die Bedingung für die Behandlung von intellektuellen Hemmungen darstellt. Die Arbeit mit der Übertragung an Stelle der Arbeit an der Übertragung (wie es in der psychoanalytischen Kur der Fall ist) lag somit im Mittelpunkt des Interesses der Psychoanalytischen Pädagogik. Redl machte auf die praktischen Probleme von Lehrern aufmerksam, die mit den Auswirkungen unbewusster Prozesse der Kinder konfrontiert waren, über die sie kein Fachwissen besaßen. Er sah die Leistung der Psychoanalyse darin, Lehrpersonen praktisch-analytisch zu schulen, vor allem im Sinne einer eigenen Analyse. Erik Homburger-Erikson und andere thematisierten die sexuelle Neugier und Sexualforschung des Kindes, die sich die Schulpädagogik mithilfe der Psychoanalyse zunutze machen solle, um Wissbegierde zu unterstützen und eine „Psychologie des Interesses“ zu erschaffen.
Durch das Rote Wien Anfang der 1920er Jahre und den damaligen Unterrichtsminister Otto Glöckel entstand ein politisch günstiges Klima für die Psychoanalytische Pädagogik der Schüler Freuds sowie für die in der Individualpsychologie Alfred Adlers engagierten Pädagogen. In diesem Zusammenhang kam es auch zur Gründung einer Vielzahl von Erziehungsberatungsstellen in Wien. Ab Mitte der 1920er Jahre wurden von der Wiener Psychoanalytischen Vereinigung verschiedene Kurse für interessierte Pädagoginnen angeboten, die von Anna Freud, Wilhelm Hoffer und August Aichhorn geleitet wurden. Der „Erziehung der Erzieher“ durch psychoanalytische Selbsterfahrung wurde ein hoher Stellenwert beigemessen.
1926 erschien die erste Zeitschrift für Psychoanalytische Pädagogik. Herausgegeben wurde sie von Heinrich Meng, Ernst Schneider und später auch von Anna Freud, Hans Zulliger, Siegfried Bernfeld, August Aichhorn und Paul Federn. Die Zeitschrift existierte bis ins Jahr 1937. Im selben Jahr fand in Budapest ein Symposium unter dem Titel Revision der Psychoanalytischen Pädagogik statt, bei dem neue Impulse für die Zusammenarbeit zwischen den beiden Disziplinen gegeben werden sollten. Zu diesem Zeitpunkt war bereits Ernüchterung in Bezug auf die ursprünglichen Hoffnungen eingetreten, im Rahmen psychoanalytisch-pädagogischer Erziehung „Neurosenprophylaxe“ betreiben und das Entstehen neurotischer Fehlentwicklungen verhindern zu können.

### Zeit des Faschismus
Durch den Faschismus in Österreich und Deutschland fand die Pionierzeit der Psychoanalytischen Pädagogik ein jähes Ende, die meisten ihrer Protagonisten wurden vertrieben oder wie Bruno Bettelheim oder Ernst Federn in Konzentrationslagern inhaftiert.
Ein Anknüpfen nach der Zeit des Nationalsozialismus war schwierig, da die Anerkennung nur langsam wieder hergestellt werden konnte. Viele psychoanalytische Pädagogen waren emigriert und standen vor der Notwendigkeit, sich – vorwiegend im angloamerikanischen Raum – eine neue Existenz aufbauen zu müssen (wie z. B. Rudolf Ekstein). Zudem war es in der Zwischenzeit schwierig geworden, sich als „Laie“ ohne medizinische Ausbildung psychoanalytisch zu betätigen. Deshalb gelang es nicht, an das Engagement der Vor- und Zwischenkriegszeit anzuschließen.

### Nachkriegszeit und Gegenwart
In den 1960er Jahren begannen Einzelpersonen und kleinere Gruppen, die Psychoanalytische Pädagogik wieder zu entdecken. 1964 etwa erschien der Sammelband Psychoanalyse und Erziehung (1964), in dem wichtige Aufsätze der Zeitschrift für Psychoanalytische Pädagogik wieder publiziert wurden. Auch das Interesse der 68er-Generation an der Psychoanalyse wurde in dieser Zeit geweckt. Im Rahmen der Antiautoritären Erziehung wurden klassische psychoanalytisch-pädagogische Autoren rezipiert, allerdings einseitig und selektiv, um gegen rigide und triebfeindliche Erziehungsstile zu argumentieren. In den 1980er Jahren kam es zu einer erneuten Beschäftigung mit der Psychoanalytischen Pädagogik und zu einer systematischen Aufarbeitung der frühen psychoanalytisch-pädagogischen Positionen (u. a. durch Hans Füchtner, Aloys Leber, Hans-Georg Trescher, Willy Rehm, Günther Bittner und Reinhard Fatke). Durch das vermehrte Interesse an der Psychoanalytischen Pädagogik kam es zur Verankerung im universitären Bereich, und es entstehen bis heute verschiedene Vereine und Arbeitskreise. Hans-Georg Trescher und Christian Büttner begründeten als Herausgeber die Buchreihe Psychoanalytische Pädagogik. Als regelmäßige Publikation erscheint zudem seit 1989 das Jahrbuch für Psychoanalytische Pädagogik.

## Institutionelle Verankerung

### Universitärer Bereich
Die Psychoanalytische Pädagogik ist an jeder vierten universitären erziehungswissenschaftlichen Einrichtung des deutschen Sprachraums (Deutschland, Österreich, Schweiz, Südtirol) in Lehre und/oder Forschung vertreten. Als Zentren der Psychoanalytischen Pädagogik gelten Hochschulstandorte wie Frankfurt/Main, Wien (Arbeitsbereich Psychoanalytische Pädagogik am Institut für Bildungswissenschaft der Universität Wien unter der Leitung von Wilfried Datler), Berlin oder Würzburg. In den letzten Jahren kamen einige neue Standorte hinzu, u. a. Hamburg, Darmstadt, Zürich und Innsbruck. Die Psychoanalytische Pädagogik ist allerdings an den meisten Hochschulen kaum institutionell bzw. curricular verankert.

### Außeruniversitärer Bereich
Außerhalb der Universitäten institutionalisierte sich die Psychoanalytische Pädagogik z. B. in der Wiener Arbeitsgemeinschaft Psychoanalytische Pädagogik unter der Leitung von Helmuth Figdor, die sich die Verbreitung und Entwicklung der Psychoanalytischen Pädagogik in Forschung, Theorie und Praxis zum Ziel gesetzt hat oder im Frankfurter Arbeitskreis für Psychoanalytische Pädagogik. Dieser wurde 1983 von einer Gruppe um Aloys Leber gegründet, um psychoanalytisch-pädagogische Fort- und Weiterbildung anzubieten. Leiter des FAPP waren u. a. Hans-Georg Trescher und Urte Finger-Trescher. Während die Wiener Arbeitsgemeinschaft für Psychoanalytische Pädagogik ihren Ausbildungsschwerpunkt im dreijährigen Lehrgang zum „Psychoanalytisch-pädagogischen Erziehungsberater“ hat, bietet der FAPP eine ebenso lange Weiterbildung zur Professionalisierung von Fachkräften in unterschiedlichen Praxisfeldern an.
Das Symposium Psychoanalyse – Grundlagenwissenschaft für die Pädagogik im Rahmen des Kongresses der Deutschen Gesellschaft für Erziehungswissenschaft (DGfE) 1984 führte 1993 zur Gründung der Kommission „Psychoanalytische Pädagogik“ in der DGfE. Margret Dörr, Rolf Göppel, Volker Fröhlich und Wilfried Datler bilden den Vorstand der Kommission.

## Praxisfelder
Die Psychoanalytische Pädagogik nutzt die Konzepte der klassischen Psychoanalyse wie die persönlichkeitstheoretischen Annahmen oder den Umgang mit Übertragung und Gegenübertragung und überträgt diese in einen pädagogischen Kontext.
Das Szenische Verstehen etwa, entwickelt von Alfred Lorenzer, wurde von Aloys Leber, Hans-Georg Trescher und Evelyn Heinemann als pädagogisches Konzept weiterentwickelt und umgesetzt. Zielsetzung ist hier nicht mehr die Rekonstruktion und Durcharbeitung der verdrängten Szene, wie Lorenzer sie angelegt hatte, sondern eine Reflexion des Konflikts und eine direkte Förderung des Klienten. Leber führte das Szenische Verstehen weiter als Fördernden Dialog.

### Fördernder Dialog
Der „Fördernde Dialog“ setzt sich nach Aloys Leber aus den Komponenten „Halten“ und „Zumuten“ zusammen. Zwischen ihnen vollzieht sich ein dialektisches Wechselspiel, in dem „der Psychoanalytiker wie jeder Helfer, der von einer entsprechenden Professionalität ausgeht, seinem Klienten in einem ,fördernden Dialog' zu[billigt], daß er ihn einmal überschätzt und ein andermal in seinen Absichten und Handlungen verkennt, je nachdem was er gerade mit ihm zu inszenieren trachtet und welche Rolle er ihm dabei zuschiebt. Er stellt sich auf die ,Übertragung' ein, kann sich aber gleichzeitig davon innerlich distanzieren und über die wahrgenommene szenische Gestaltung wie über seine eigenen Gefühlsreaktionen nachdenken. (…) Wir sehen heute die Professionalität des helfenden Partners gerade darin, daß er annehmen und dem Klienten auch zubilligen kann, als was dieser ihn zu sehen und zu vereinnahmen sucht, während er dabei selbst…nicht eigene Befriedigung und Problementlastung in dieser professionellen Beziehung suchen muß.“ Den Prozess des Haltens vergleicht Leber mit dem Dialog einer frühen Mutter-Kind-Beziehung, in der das Kind der Mutter seine Bedürftigkeit vermittelt und damit Reaktionen bei der Mutter auslöst, diesen Bedürfnissen nachzukommen.

### Verantwortete Schuld
Das von Helmuth Figdor entwickelte Konzept, welches ein bestimmtes Verhalten in der Ausübung von Interventionen nach sich zieht, bezeichnet eine bestimmte Haltung von Eltern und Pädagogen, in unvermeidlichen Alltagskonflikten eine Frustration der kindlichen Alltagsbedürfnisse verantworten zu können, weil sie die Entwicklungsbedürfnisse des Kindes (sich geliebt und geborgen zu fühlen, respektiert zu werden u. v. m.) dennoch berücksichtigen und zu befriedigen trachten. Dadurch können sie auch in Konfliktsituationen mit dem Kind identifiziert bleiben und ihm Zuspruch und Trost oder Kompromiss- oder Ersatzangebote bieten. Figdor hebt die Bedeutung der Befriedigung von Entwicklungsbedürfnissen der Kinder hervor, weil ihre Unterdrückung sich in Verdrängung und neurotischer Anpassung widerspiegeln, sich durch künftige neurotische Symptome wie Lebensunzufriedenheit, Depression, sexuelle Störung oder Beziehungsprobleme und Affektlabilität wie z. B. Wutausbrüche, Selbstwertprobleme, Konfliktscheu, Lern- und Leistungshemmungen, ausdrücken könnte.

### Praxisformen
Ein typisches Praxisfeld der Psychoanalytischen Pädagogik ist z. B. die Erziehungsberatung. Sie wird in Anspruch genommen, um etwaige Erziehungsschwierigkeiten und/oder Beziehungsprobleme innerhalb einer Familie zu verstehen und gemeinsam mit dem Berater zu lösen. Ein psychoanalytisch-pädagogischer Erziehungsberater versucht den Erwachsenen Orientierungen für den Umgang mit ihren Kindern zu geben.
Auch die Kinderanalyse wird mitunter als Praxisform der Psychoanalytischen Pädagogik genannt. Es gibt dazu viele verschiedene Auffassungen und Methoden, um an Deutungsmaterial zu kommen. Konträre Meinungen vertreten Anna Freud und Melanie Klein, Hans Zulliger entwickelte die deutungsfreie Spieltechnik in der Kinderanalyse.

## Wissenschaftstheoretische Diskussion
Die wissenschaftstheoretische Begründung der Psychoanalytischen Pädagogik verläuft kontrovers, da sie bis heute nicht als Wissenschaft angesehen wird. Sie vereinigt eine Vielzahl von Versuchen, die Theorie und Praxis der Psychoanalyse für die Pädagogik nutzbar zu machen.
In der Diskussion um die Begründung können verschiedene Positionen dargelegt werden:
Für eine Psychoanalytische Pädagogik spricht die Aussage Sigmund Freuds, dass Psychoanalyse als Wissenschaft nicht nur auf therapeutische Zwecke reduziert werden soll, worauf sich die Vertreter der Psychoanalytischen Pädagogik berufen. Außerdem sagte Freud, dass „die Anwendung der Psychoanalyse auf die Pädagogik, die Erziehung der nächsten Generation … vielleicht das Wichtigste von allem, was die Analyse betreibt“, sei.
Trescher geht davon aus, dass die psychoanalytische Therapie nur eine Anwendungsmöglichkeit der Psychoanalyse sei und unterscheidet zwischen psychoanalytischer Methode und therapeutischem Verfahren. Er sieht Psychoanalytische Pädagogik als Teilgebiet von Psychoanalyse. Datler hingegen sieht Pädagogik als Überbegriff und Psychoanalyse als Therapie als Teil davon. Alle psychoanalytischen Hilfestellungen hätten das Ziel, die Persönlichkeitsentwicklung in eine positive Richtung weiterzuführen und wären so als pädagogisch anzusehen.
Für eine Abgrenzung der Pädagogik tritt besonders Reinhard Fatke ein. Er beklagt den Verlust des Pädagogischen Selbstverständnisses in Zusammenhang mit der Öffnung gegenüber anderen Wissenschaften. Die Problematik einer Psychoanalytischen Pädagogik läge darin, dass der Zweck pädagogischen Denkens und Handelns nur aus der Pädagogik entstehen könne und es der Psychoanalyse nicht möglich sei, die Erkenntnis- und Handlungsinteressen der Pädagogik abzudecken. Die Pädagogik könne seines Erachtens bestimmen, welchen Nutzen sie aus der Psychoanalyse ziehen kann. Als problematisch erkennt auch Luise Winterhager-Schmid die Verbindung von Psychoanalyse und Pädagogik, da sie die Psychoanalyse als dominante Methode begreift, die eine totale Identifizierung fordert. Sie spricht sich daher gegen eine Verschmelzung, wohl aber für eine Partnerschaft („Wählerische Liebe“) aus, in der beide Partner eigenständig bestehen können. Auch Volker Schmid plädiert für eine Kooperation, in der sich beide Partner einbringen, wie das Beschreiben und Untersuchen von Bildungsverläufen aus psychoanalytischer und pädagogischer Sicht oder die Supervisionsarbeit mit Pädagogen.
Laut Körner ist es unbedingt notwendig, sich an die Bedingungen des psychoanalytischen (therapeutischen) Settings zu halten, um psychoanalytisch handeln zu können. Die Pädagogik ließe sich mit der Psychoanalyse daher ausschließlich in Form von Supervision für Pädagogen durch Psychoanalytiker verbinden. Karl-Josef Pazzini spricht sich für eine Abgrenzung von Psychoanalyse und Pädagogik aus: Psychoanalyse sei ein Setting des Hörens, die Pädagogik eines des Beobachtens. Einen weiteren Grund für eine Abgrenzung sieht er in der psychoanalytischen Anforderung, keine moralischen Wertungen vorzunehmen, die im pädagogischen Handeln nicht erfüllt werden könne. Weiters ermögliche das psychoanalytische Setting eine Analyse, welche durch die Abgrenzung psychoanalytischer Praxis vom Alltag zu Stande komme. In der Pädagogik sei eine solche Abgrenzung nicht gegeben.